# Хопуэлл (Виргиния)
Хопуэлл (англ. Hopewell) — независимый город в штате Виргиния США. По данным переписи населения США 2020 года, численность населения составляла 23 033 человека.

## Население
| 2010   | 2010    | 2011    | 2012    | 2013    | 2015    | 2020    |
| ------ | ------- | ------- | ------- | ------- | ------- | ------- |
| 22 591 | ↗22 653 | ↘22 519 | ↘22 356 | ↘22 163 | ↗22 378 | ↗23 033 |